# Деккер, Карл фон
Карл фон Деккер (нем. Karl von Decker, 21 апреля 1784, Берлин — 29 июня 1844, Майнц, Великое герцогство Гессен) — прусский генерал, военный теоретик, писатель.

## Биография
Карл фон Деккер родился 21 апреля 1784 года в городе Берлине, был сыном прусского генерала. В 1797 году Деккер вступил в военную службу в артиллерию, в 1800 году произведён в поручики конной артиллерии.
В 1807 году принимал участие в военных действиях против Наполеона в Восточной Пруссии, за отличие в сражении у Прейсиш-Эйлау получил орден Pour le mérite.
По окончании этой кампании, Деккер вышел в отставку, но в 1809 году вернулся на службу с чином ротмистра и участвовал в походе герцога Брауншвейгского против французов и после поражения последовал за ним в Англию.
В Лондоне он остался до тех пор, пока в 1813 году, воззвание прусского короля заставило его возвратиться в отечество. Он вступил в Генеральный штаб капитаном и участвовал в сражениях при Дрездене, Кульме, Лейпциге и 1814 году совершил кампанию во Францию.
При возвращении Наполеона с острова Эльбы Деккер вновь принимал участие в сражениях против французов при Линьи и Бель-Альянсе. За оказанные им услуги, он получил от российского императора Александра I орден св. Владимира 4-й степени и прусский Железный крест.
По окончательном изгнании Наполеона в 1815 году, Деккер был назначен начальником одного отделения съёмки в топографическом бюро; в 1817 году произведён в майоры в Генеральном штабе, и в то же время возведён в дворянское достоинство; в 1818 году назначен преподавателем в Генеральном военном училище, а также в продолжение двух лет, до 1820 года, читал лекции в артиллерийской и инженерной школах в Берлине. 16 мая 1819 года возведён в дворянство королевства Пруссия.
Дуэль на пистолетах, в которой Деккер убил своего противника, прервала его служебные занятия, ибо в наказание, он должен был просидеть некоторое время в крепости Шпандау.
В 1828 году прекратились его чтения в военном училище, потому что он из Генерального штаба был переведён в армейскую артиллерию; там он сперва получил временно начальство над 8-й, а потом над 1-й артиллерийской бригадой, которая была расположена в Восточной Пруссии.
Вместе с майором Отто Августом Рюле фон Лилиенштерном и Иоганном Людвигом Урбаном Блессоном он с 1816 года издавал военный еженедельник «Militär Vochenblatt» и военно-литературную газету «Militär-Litteraturzeitung». Под псевдонимом Adalbert fom Thale он напечатал несколько комедий.
В 1832 году Деккер был произведён в подполковники, в 1835 году — в полковники. В 1842 году был произведён в генерал-майоры и вышел на пенсию.
Карл фон Деккер умер 29 июня 1844 года. Он оставил после себя значительное число военно-теоретических трудов.

## Награды
Королевства Пруссия:
- Орден «Pour le Mérite» (29 мая 1807)[5]
- Железный крест 2-го класса на чёрной ленте
- Крест за выслугу лет[нем.] (1825)
- Орден Красного орла 4-го класса (1833)[6]
- Орден Красного орла 3-го класса с бантом (1837)[7]

Прочие:
- Орден Святого Владимира 4-й степени с бантом (Российская империя)
- Династический орден Генриха Льва, командорский крест 1-го класса (1842, герцогство Брауншвейг)
- Орден Леопольда I, командорский крест (1842, королевство Бельгия)